# بابی گلدزبرو
بابی گُلدزبرو (انگلیسی: Bobby Goldsboro؛ زادهٔ ۱۸ ژانویهٔ ۱۹۴۱) یک موسیقی‌دان اهل ایالات متحده آمریکا است.